# 야시카 일렉트로 35 FC
야시카 일렉트로 35 FC는 야시카에서 1973년에 출시된, 야시논 DX 40mm f/2.8 랜즈를 사용하는 카메라다.